# يفغيني كوزنيتسوف (لاعب كرة قدم)
يفغيني كوزنيتسوف (بالروسية: Кузнецов, Евгений Николаевич)‏ (2 ديسمبر 1983 في روسيا - ) هو لاعب كرة قدم روسي في مركز الوسط. لعب مع بالتيكا كالينينغراد ودينامو موسكو وشينيك ياروسلافل ولوخ إينيرجيا فلاديفوستوك ونادي فولغا نيجني نوفغورود وفاكل فارونيش ‏ وFC Chernomorets Novorossiysk ‏ وFC Zenit Penza ‏ ونادي خيمكي.

## وصلات خارجية
- يفغيني كوزنيتسوف على موقع قاعدة بيانات كرة القدم.إي يو (الإنجليزية)